# Nippur Magnum
Nippur Magnum fue una revista de historietas publicada en la Argentina por Editorial Columba desde 1979 hasta 2000, el último de sus grandes títulos. También aparecieron posteriormente, además de los números ordinarios, las ediciones Todo Color, lanzado en 1981 (portada: Dago), Anuario y Súper Anual. Sus portadas estuvieron ilustradas en su mayoría  por Alfredo De la María.

## Trayectoria
Nippur Magnum fue concebida como un intento de competir con las nuevas revistas de Editorial Récord, aprovechando la popularidad de uno de los personajes estrella de Columba, Nippur de Lagash. Incluía las siguientes series:
| Años            | Números                                    | Título            | Guionista         | Dibujante                                  |
| --------------- | ------------------------------------------ | ----------------- | ----------------- | ------------------------------------------ |
| 12/1979-        | 1-                                         | Nippur de Lagash  | Robin Wood        | Lucho Olivera                              |
| 12/1979-        | 1-                                         | Dennis Martin     | Robin Wood        | Lito Fernández                             |
| 12/1979-        | 1-                                         | Jackaroe          | Robin Wood        | Gianni Dalfiume                            |
| 1/1980          | 2                                          | Águila negra      | Ray Collins       | Francisco Solano López                     |
| 1981-           |                                            | Dago              | Robin Wood        | Alberto Salinas, Carlos Gómez, Joan Mundet |
|                 |                                            | Capitán Camacho   | Julio Álvarez Cao | Carlos Casalla                             |
|                 |                                            | Big Norman        | Daniel Haupt      | Horacio Altuna                             |
|                 |                                            | Rocky Keegan      | Ray Collins       | Gerardo Canelo                             |
| 12/1989-07/1994 | Anuario Nippur Magnum 23-Nippur Magnum 118 | Gwendolyn 3-19-4  | Ricardo Ferrari   | Lucho Olivera                              |
| 03-06/1995      |                                            | El último refugio | Ricardo Barreiro  | Khato                                      |

Su último número se publicó en el año 2000 coincidiendo con la etapa final de la Editorial Columba que siguió reeditando algunas publicaciones con el fin de no desaparecer del mercado.